# Diagoras de Mélos
Pour les articles homonymes, voir Diagoras.
Diagoras de Mélos (en grec ancien : Διαγόρας ὁ Μήλιος), parfois dénommé Diagoras le Mélien ou Diagoras l'Athée, est un législateur, poète lyrique et sophiste grec du Ve siècle av. J.-C. (vers 475 av. J.-C. - après 410 av. J.-C.).
Disciple de Démocrite, il est resté dans l’histoire comme l'un des plus célèbres athées de l'antiquité,.

## Notice biographique
Diagoras, fils de Téléclidès ou Teleclytos, est né dans l’île de Milos, une des Cyclades. Dans sa jeunesse, Diagoras a acquis une réputation comme poète lyrique, au point d'être mentionné aux côtés des plus grands poètes lyriques Simonide de Céos, Pindare et Bacchylide. Parmi ses dithyrambes, trois nous sont parvenus : l'éloge d'Arianthes d'Argos, personne par ailleurs inconnue ; un second sur les Mantinéens et un troisième sur Nicodore, un homme politique de Mantinée, notamment célébré en tant qu'homme d'État et législateur de sa ville natale. D’après Élien, Diagoras était son amant et il avait en partie ou entièrement rédigé la constitution démocratique de la ville, autour de 425 av. J.-C.,. Diagoras d'esclave devint disciple de Démocrite après que celui-ci, dans l'admiration de ses dons, eut payé une très forte rançon (1000 drachmes) pour l'affranchir,.
Une allusion des Nuées d'Aristophane - pièce représentée pour la première fois en 423 av. J.-C. et révisée par l'auteur en 418/416 - implique qu'à une période estimée à -423/-416, Diagoras était déjà connu à Athènes.

### Procès d'impiété
Vers 416/415 av. J.-C., Diagoras est accusé d'impiété par les Athéniens. La raison exacte est inconnue, les témoignages rapportant des versions différentes.
Selon diverses sources, entre autres Mélanthios dans Sur les mystères d’Éleusis, l’historien Cratère, le scholiaste des Oiseaux d'Aristophane ou encore la Souda, il aurait non seulement critiqué les Mystères d'Éleusis, mais il en aurait en outre révélé le fonctionnement aux profanes, tout en dissuadant ceux qui voulaient être initiés. D'autres actes d'impiété sont évoqués,.
La Souda évoque une autre explication, liée à un premier procès, où Diagoras accuse un homme de lui avoir volé un péan. Mais l'accusé confirmant effrontément qu'il en était l'auteur, Diagoras perdit son procès et vit de plus l'imposteur remporter un certain succès avec son péan. Diagoras se serait alors récrié contre les Dieux qui ne punissaient pas le menteur, allant jusqu'à rédiger les Ἀποπυργίζοντας λόγους (Discours qui renversent les tours) où il aurait clairement exposé son athéisme. À noter que pour les philologues Winiarczyk (pl) et Woodbury, cet argument serait une pure invention des biographes hellénistiques.
Il n'est pas impossible non plus que l'accusation soit due au contexte politique de la guerre du Péloponnèse. Après le massacre des Méliens en 416 av. J.-C., Diagoras, d'origine mélienne, et étant de plus intervenu pour les Mantinéens qui venaient de se retourner contre les Athéniens, faisait vraisemblablement de facto l'objet de suspicions - qu'il ait ouvertement ou non critiqué les Athéniens. Il faut aussi ajouter à ce contexte, les actes d'impiété contemporains : la mutilation des Hermès (415 av. J.-C.), les parodies des Mystères d'Éleusis, impliquant notamment Alcibiade, la profanation par un dénommé Cinésias des statues d'Hécate...
Quelle qu'en soit la cause, le procès condamne Diagoras à mort, sa tête étant de plus mise à prix (un talent pour sa mort, deux s'il est arrêté vivant),. Diagoras avait cependant déjà fui à Pellène hors de portée de la législation athénienne.
Selon les sources, il meurt dans un naufrage ou à Corinthe.

## Œuvres

### Œuvres lyriques
Seuls deux petits fragments des dithyrambes à Arianthes d'Argos (fr. 1) et Nicodore de Mantinée (fr. 2) nous sont parvenus.

### Œuvres philosophiques
Concernant ses œuvres philosophiques, on lui attribue les discours Ἀποπυργίζοντας λόγους (discours qui renversent les tours), mais nous n'en possédons aucun fragment - excepté peut-être le fragment de Deverni (voir ci-dessous). Ceci explique — bien qu'il soit disciple de Démocrite — son absence des Présocratiques de Diels.
D'autre part, les Φρύγιοι λόγοι (discours phrygiens) attribués à Démocrite seraient de Diagoras. Il est aussi possible que les Ἀποπυργίζοντας λόγους et les Φρύγιοι λόγοι soient un seul et même texte.
Concernant sa philosophie, Cicéron, pour qui l'athéisme de Diagoras ne fait aucun doute, rapporte les deux anecdotes suivantes dans le De natura deorum :

« Étant à Samothrace, on montra à Diagoras des ex-voto de personnes réchappées d’un naufrage. « Regardez cela, lui dit-on, vous ne croyez pas qu’il y ait une providence en laquelle il faut croire ? » Ce à quoi Diagoras répondit ceci : « Je ne m’étonne pas de voir les tableaux de ceux qui sont réchappés. La coutume est que l’on peigne ces gens-là. Mais on ne s’avise nulle part de représenter ceux qui périssent sur mer tout en ayant cru à la même providence. » Pourquoi croire si au bout du compte la providence fait son tri et sélectionne ceux qu'elle privilégie en abandonnant les autres? »

— Cicéron, De natura deorum, Livre III, 37.

« Diagoras à bord d‘un vaisseau traversait une forte tempête en mer. Pendant le gros temps on se mit à dire à Diagoras que l’équipage et les passagers méritaient ce qu’ils enduraient puisque le bateau transportait un impie. Ce à quoi Diagoras répondit : « Regardez les autres navires en ce moment dans la même tempête que nous. Croyez-vous que je suis aussi sur chacun de ces bâtiments ? » Vivez bien ou mal, il est certain que ce n'est pas ce qui fera ou détruira votre fortune. »

— Cicéron, De natura deorum, Livre III, 37.

#### LePapyrus de Derveni

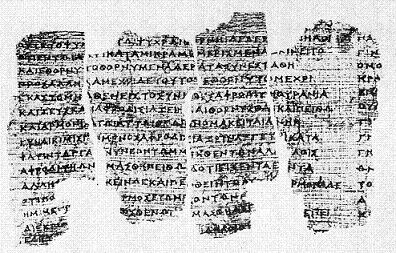
Fragments du papyrus de Derveni (Musée archéologique de Thessalonique).

Le texte du Papyrus de Derveni - un papyrus qu'on peut dater du milieu du IVe siècle av. J.-C. - cite et commente un poème orphique (plus précisément une théogonie) en hexamètres. On a affaire aux vestiges d'un traité qui a dû être composé vers 420 av. J.-C., peut-être dans l'entourage du philosophe Anaxagore. Le philologue Richard Janko (en) a proposé d'en attribuer la paternité à Diagoras de Mélos, qui encourut à Athènes la même accusation d'impiété et d'athéisme qu'Anaxagore. Pour Janko le fragment serait un extrait des Ἀποπυργίζοντας λόγους. Ni Marek Winiarczyk ni Tim Whitmarsh ne sont convaincus par cette attribution.

## Publication
- (la + grc) Theodor Bergk, Poetae lyrici greeci : Poetas melicos continens, vol. 3, Leipzig, 1847, p. 958 (éditions modernes des fragments lyriques).